# The Prince of Tennis
The Prince of Tennis (テニスの王子様 Tenisu no Ōjisama?,  lit. El príncipe del tenis) es una popular serie de manga escrita e ilustrada por Takeshi Konomi, la cual narra la historia de un adolescente prodigio en el tenis. Fue publicada por primera vez en la revista Weekly Shonen Jump en 1999, y ha sido fue licenciada por VIZ Media para Estados Unidos. En el ranking publicado por TV Asahi de los mejores 100 animes de 2006 (sobre la base de una encuesta en línea realizada en Japón), The prince of tennis alcanzó el puesto 8.
En 2008 la serie finalizó en la revista Shōnen Jump tras nueve años, pero el final ha resultado no ser definitivo. El número de diciembre de la revista de Shueisha, Jump Square se anunció que Takeshi Konomi empezaría un nuevo capítulo del manga en el número de abril de 2009 de la revista, que seguiría una nueva historia con los mismos personajes, según el anuncio, toda la historia hasta el momento ha sido un "prólogo" y que ahora "empezará una nueva leyenda para Ryoma y los demás". También se ha anunciado una continuación de la serie. 
Jump Square también ha anunciado la publicación de Hōkago no Ōji-sama (The New Prince of Tennis - El príncipe después de la escuela), título que en un primer momento se creía que llevaría la nueva serie, un homenaje al manga que saldrá en la revista también de diciembre de 2008. Este especial incluyó un póster, información sobre la nueva serie, artículos sobre el manga y un concurso en el que conseguir entradas para el musical del que también dispone. Esta continuación tuvo también anime, el cual empezó a emitirse en Japón a comienzos del 2012. La serie de fue licenciada por Televix y estrenada panregionalmente por Animax Latinoamérica el 31 de julio de 2005, contando con una tanda inicial de 52 episodios. Posteriormente, Animax licenciaría otra tanda de 45 episodios, siendo estrenados el 28 de julio de 2008.

## Argumento
Ryōma Echizen es un adolescente de doce años de edad bastante arrogante y que no posee muy buenas relaciones personales con los demás. Solía vivir con su familia en Estados Unidos, pero tras llegar a Japón (el país natal de su padre), debe aprender a adaptarse a su nueva vida en el instituto Seishun Gakuen, en el cual se apunta al club de tenis "Seigaku". A partir de ese momento, toda suerte de aventuras cambiarán su vida, junto a sus compañeros de equipo y otros muchos personajes de equipos rivales que intentarán, con mejor o peor fortuna, robarle el título de "Príncipe del tenis", por su más que demostrada gran habilidad en este deporte.

## Personajes

### Principales
Ryōma Echizen (越前 リョーマ Echizen Ryōma?)
Ryoma es un jugador de tenis demasiado bueno para su corta edad, capaz de utilizar todas sus habilidades para adaptarse a su oponente y derrotarlo. Vivió un tiempo en Estados Unidos donde ganó cuatro importantes torneos junior en menos de un año y medio. Se caracteriza por ser muy orgulloso y ser hijo de "el samurai" Nanjiro Echizen, el mejor jugador que ha tenido Japón y uno de los mejores del mundo en su época. Sus movimientos especiales son el "Twist Serve", los drives "A" y "B", y también puede utilizar los pasos instantáneos a un solo pie (One Footed - Split Step), además del Cyclone Smash que utiliza en el torneo de Kanto (solo anime) y los juegos de beneficencia (OVA); en la saga de los Nacionales aparecen cuatro técnicas más: Cool Drive, Drive C, Drive D y Samurái Drive, además del Muga No Kiochi que le permite copiar casi cualquier técnica que vea. Al final del anime Ryoma le gana a Tezuka antes de irse para USA (Sin contar las OVAs del Torneo Nacional) dónde regresa a Japón para animar al equipo Seigaku y termina participando del mismo.
Kunimitsu Tezuka (手塚国光 Tezuka Kunimitsu?)
Es el capitán del equipo de tenis de Seigaku y como tal tiene un carácter fuerte y serio. Es respetado por todos por sus grandes habilidades, no solo por sus compañeros de equipo, también en varios colegios de Tokio, la capital Nipona. Su familia la componen: su padre (Kuniharu Tezuka) el cual es Jefe del Departamento de Policía, además de ser entrenador de kendo en esta misma, su madre (Ayana) y su abuelo (Kunihara) con el que pasa más tiempo; esto da lugar al porqué de su seriedad y su forma de ser. Sus técnicas más admirables son el "Tezuka Zone" (Tezuka se localiza al centro cerca de la línea de fondo y aplicando rotación a la pelota, provoca que cuando el rival regrese la pelota sea para cualquier parte de la cancha, está siempre vuelve hacia él de forma cómoda), "Zero Shiki Drop" (una dejada sin rebote que avanza a la red) entre otros, en los Nacionales aparece con nuevas técnicas especiales como el "Zero Shiki Serve" (servicio sin robote que avanza a la red), la "Tezuka Phantom" (que hace que todas las pelotas del rival vayan afuera de la cancha) y el "Muga no Kyouchi" que podía hacerlo cuando tenía el brazo sin lesionar (dicha lesión surge cuando él está en primer año de instituto, cuando uno de los sempais con la raqueta le golpea en el codo tras perder contra Tezuka por no usar su mano hábil en su partido, produciéndole dicha lesión), despertando también con este dos puertas del mismo: El "Hyakuren Yitokou No Kiwami" y el "Seiki Kampatsu no Kiwami".
Shūsuke Fuji (不二 周助 Fuji Shūsuke?)
Es un prodigio del tenis reconocido tanto por sus compañeros como por los rivales, no solo en su escuela sino también en el circuito escolar. Fuji es un jugador muy noble que juega a la misma altura que su rival, es por eso que nadie puede tener datos exactos de él. Al igual que Tezuka, nunca perdió su posición de titular en el equipo, y en un inicio era el segundo miembro más fuerte de Seigaku, sus tres contraataques (Higuma Otoshi, Tsubame Gaeshi, Hakugei) son muy efectivos contra la mayoría de los tiros rivales, en los Nacionales sus Counters evolucionan: (Kirin Otoshi, Hoo Hoo Gaeshi, Hakuryu) además de tres counters más: (Kagerou Zutsumi, Hecatoncheires no Monban, Hoshi Hanabi). Su nivel de tenis es equiparable al de Tezuka incluso llegando a ganarle en su primer año(pero Tezuka tenía el brazo lesionado) jugando este partido de revancha pendiente al final de anime con una cerrada derrota para el "tensai".
Sūichirō Ōishi (大石 秀一郎 Ōishi Sūichirō?)
Es el subcapitán del equipo de tenis de Seigaku, por lo que debe asumir la posición de capitán cada vez que Tezuka no está. Es una persona muy pacífica y preocupada por el bienestar de sus compañeros y amigos. Es la pareja de Eiji en dobles, quienes son llamados la pareja de Oro del Seigaku (Golden Pair). Su técnica especial, el Moon Volley, es muy efectiva contra la mayoría de sus rivales que suben a la red, en los nacionales adquiere la "Syncronization" junto con Eiji Kikumaru, dicha "Syncronization" aparece cuando la pareja de dobles se encuentran en aprietos y permite que la pareja se complementen formando un único ser, es decir que cada uno sabe lo que piensa y va a hacer el otro sin siquiera emitir una sola palabra; pero ellos evolucionan tanto hasta tal punto de poder dominarala por completo a voluntad dicha técnica, reforzando su juego de dobles y eventualmente de Golden Pair se convierte en la pareja número uno de Japón.
Eiji Kikumaru (菊丸英二 Kikumaru Eiji?)
Es el compañero de Oishi en dobles (Golden Pair), es conocido como el jugador acróbata, por su gran flexibilidad para devolver las pelotas desde cualquier posición (usualmente con posiciones poco ortodoxas por lo que es difícil predecir sus golpes). Kikumaru es una persona muy alegre y sin darse cuenta inyecta de ánimos a quien sea su pareja. Sus movimientos principales son el "Kikumaru Beam" y la "Kikumaru Bazooka", para las cuales aprovecha su gran juego acrobático, en el manga, el también puede realizar el "Moon Volley", en los nacionales adquiere la habilidad de "Clonarse" la cual es posible por su gran agilidad (aunque realmente se supone que es solo un movimiento veloz de desplazamiento), que hace la ilusión de haber dos jugadores en el campo cuando en realidad hay uno, su punto débil era la poca resistencia que tenía (superándola para el torneo nacional), también adquiere la "Syncronization" junto con Syuichiroh Oishi y eventualmente de Golden Pair se convierte en la pareja número uno de Japón.
Takeshi Momoshiro (桃城 武 Momoshiro Takeshi?)
Es el más cercano a Ryoma dentro del club de tenis de Seigaku y también fue el primero con el que se enfrentó. Es un muchacho extrovertido, alegre, glotón y también un poco holgazán. Tiene mucho instinto para jugar al tenis. Sus técnicas principales son el "Jack Knife" y el "Dunk Smash", en los nacionales su juego de control se incrementa logrando alternar entre un juego calmado y agresivo además de desarrollar un tenis de "instinto" dónde puede sincronizarse con el medio ambiente, logrando prever golpes de aire, posición de sol incluso puede leer en cierta medida el juego del rival, su fuerza también aumenta a tal punto de romper el Higuma Otoshi de Oshitari de Hyotei.
Kaoru Kaidoh (海堂 薫 Kaidōh Kaoru?)
A primera vista Kaidoh da una impresión de ser un chico solitario y amargado, pero con el transcurrir del manga, notamos que Kaidō siente una debilidad especial por los animales, no es tan solitario y es un buen chico. Debido a su capacidad de estirar el cuerpo lo apodan "La Serpiente" (Mamushi), también favorece a esto que su cara se parece a una víbora y que a veces sisea como una serpiente. Sus movimientos principales son la "Snake Shot" (un tiro con efecto curva difícil de alcanzar), la "Boomerang Snake" (un disparo con curva alrededor del poste) y el "Snake Hadoukyu". Posee una resistencia sobrehumana, la cual se potencializa en los nacionales, en esta etapa adquiere el "Tornado Snake" (Snake Shot en espirales), "Short Snake" y el "Láser Beam"(Un disparo recto muy veloz), además de que potencializa sus habilidades a niveles mounstruosos cuando "muta" a "Demon Kaidoh" (nunca lo llegó a utilizar). Siempre usa un pañuelo en la cabeza durante los entrenamientos y partidos, lo interesante de esto es que para cada año tiene uno distinto.
Sadaharu Inui (乾 貞治 Inui Sadaharu?)
Inui es un muchacho callado, calculador y que siempre anda tomando anotaciones de los jugadores que observa en su libreta, pero que ocasionalmente deja entrever una leve tendencia al sadismo. Su estilo es "Data Tennis" en el que aprende cada movimiento matemáticamente exacto de sus contrincantes y de esa manera tiene un control total del partido, previendo cualquier posible ataque de su oponente. Es decir su tenis se basa en probabilidades y estadística. Posee un saque sumamente efectivo y veloz que supera los 200 km/h y que a medida que avanza el anime varía de nombre, hasta llamarse "Waterfall serve" lo cual adquiere en los nacionales. Siempre hace que los demás beban un jugó de sabor horrible, usualmente como castigo en los entrenamientos.
Takashi Kawamura (河村 隆 Kawamura Takashi?)
Kawamura posee una curiosa característica: tiene doble personalidad. Normalmente es un chico amable, tranquilo y tímido, pero cuando sostiene una raqueta de tenis se convierte en un sujeto agresivo, seguro de sí mismo y con un poder increíble, diciendo frases muy agresivas y azuzadoras como "Burning", "Great Baby", entre otras en idioma inglés. Su saque quemante alcanza los 200 km/h y además su "Hadoukyu" y su "Dash Hadoukyu" son tiros casi indetenibles, en los nacionales logra superar al último Hadoukyu de Gin Ishida con un saque en el que casi pierde la conciencia convirtiéndose así en el mejor jugador de fuerza de Japón.
Sakuno Ryuzaki
Sakuno es una chica tímida. Conoció a Ryoma en el tren y desde ahí ha sentido atracción por él. Ryoma no la reconoció cuando fue al Instituto Seigaku, hasta que después cayera en cuenta de quién era. Al tiempo, va teniendo amistad con ella. Su abuela(Sumyre Ryusaki) es la entrenadora del club de tennis Seigaku. Su mejor amiga se llama Tomoka Osakada quien tiene personalidad opuesta a ella.

## Media

### Manga
El primer capítulo de The Prince of Tennis fue publicado en la revista Weekly Shonen Jump el 19 de julio de 1999, con guion y dibujo de Takeshi Konomi.

### Anime
La serie de animación consta de 178 capítulos, en los cuales se narran los acontecimientos ocurridos hasta la finalización del Torneo Interescolar, antes del inicio del Torneo Nacional, donde Ryoma parte a los EE. UU. Posteriormente la serie continúa en formato de OVAS (26 en total) donde se narra el desarrollo del campeonato nacional. En la mayoría de los episodios se muestra un partido contra algún rival.

## Música
Temas de Apertura (openings)
- Episodios 1 al 26: "Future" por Hiro-X
- Episodios 27 al 53: "Driving Myself" por Hiro-X
- Episodios 54 al 75: "Make You Free" por Kimeru (Segunda versión por Hisoca)
- Episodios 76 al 101: "Long Way" por Ikuo
- Episodios 102 al 128: "Fly High" por Toshihiko Matsunaga
- Episodios 129 al 153: "Shining" por Yuki shirai
- Episodios 154 al 165: "Paradise" por Yuusuke Toriumi
- Episodios 166 al 178: "Dream Believer" por Osami Masaki

Temas de cierre (endings)
- Episodios 1 al 26: "You got Game?" por Kimeru
- Episodios 27 al 35, 38 al 39, 41 al 47 y 49 al 53: "Keep your style" por Masataka Fujishige
- Episodios 36 al 37, 40 y 48: "Walk On" por Masataka Fujishige
- Episodios 54 al 75: "White Line" por Aozu
- Episodios 76 al 101: "Kaze no Tabibito" por Fureai
- Episodios 102 al 140: "Sakura" por Yuumu Hamaguchi
- Episodios 141 al 165: "Wonderful Days" por Pull Tab to Kan
- Episodios 166 al 177: "Little Sky" por Kentaro Fukushi
- Episodio 178: "Future" por Hiro-X

## Películas y OVAs

### OVAs
- Ova 12.5: Es un capítulo especial emitido a fines del 2005, ubicado entre los capítulos 12 y 13. Es básicamente un resumen de los 12 primeros capítulos. Dura 23 minutos.
- A day of the Survival Mountain: Es una OVA en la que el equipo de Seigaku va a realizar su entrenamiento en una montaña, pero cuando llegan, ven que otros estudiantes han cogido las pistas de tenis, y tienen que hacer su entrenamiento en otras pistas.
- Prince of Tennis Zenkoku Taikai-Hen: Es una serie de OVAs que sirven de continuación de la serie, y tratan sobre la participación de Seigaku en el 20.º Torneo Nacional de Tenis Escolar de Japón. Comprende tres sub-sagas, que fueron lanzadas en DVD desde abril de 2006.
- Band of Princes/ Kick the future: Es un OVA corto de algunas escenas de la serie y algunas nuevas, pero sin relación al tennis y sin diálogos, únicamente música de bakcground. Se Muestra a los deportistas de seigaku y algunas otras escuelas cantando en una banda, en un concierto en vivo.
- Ova Another Story: Son 4 ovas hasta el momento, cada una de ellas trata sobre la niñez de los integrantes del seigaku y sus compañeros antes de que Echizen Ryoma llegara.
- Ova Another Story II: Son 4 ovas estrenadas en el 2011.

### Películas
- Prince of Tennis - Futari no Samurai: The First Game es la primera película de la serie. Fue lanzada el 29 de enero de 2005. En esta película el equipo de Seigaku es invitado a un crucero por un millonario para un partido contra su equipo propio, en el que está Ryoga Echizen, el hermano mayor de Ryoma.
- Prince of Tennis - Live Action Movie Es una película hecha con actores humanos, y trata sobre la llegada de Ryoma a Seigaku y el paso del equipo en los torneos escolares. En la película Kanata Hongo es quien toma el personaje de Ryoma Echizen.
- Atobe's Gift - Es una película donde los miembros de los diversos clubs de tennis de los distintos colegios participan en actividades que no están relacionadas con el tennis, estas son organizadas por el Capitán de Hyotei Atobe Keigo.
- Prince of tennis -eikoku-shiki teikyū-jō kessen Es una película del año 2011 celebrando el aniversario de la serie the prince of tennis. Trata de que el equipo de Seigaku y una selección de otros equipos de tenis júnior de Japón se reúnen en Wimbledon, Londres, para un torneo de tenis. Durante la práctica de tenis, los jugadores japoneses de repente fueron atacados por un grupo que se hace llamar "clack". Un encuentro con un miembro antiguo de Clack llamado xiu lleva Ryoma y sus amigos en una batalla con Clack para hacer frente a su líder, Keith, y descubrir las razones por tener un enfoque violento de tenis.